# Illa Princess Royal
L'illa Princess Royal és l'illa més gran de la costa nord de la Colúmbia Britànica, Canadà. Es troba envoltada per diversos entrants de mar i illes costaneres localitzades a l'est de l'estret d'Hécate. Amb una superfície de 2.251 km², es la quarta illa més gran de la Colúmbia Britànica, la 34a del Canadà i la 190a del món.
L'illa es troba en una zona extremadament remota de la Colúmbia Britànica, a 520 quilòmetres al nord de Vancouver i 200 quilòmetres al sud de Prince Rupert. Només s'hi pot accedir amb vaixell o per aire. El Passatge Interior, la ruta de navegació de ferris, discorre pel seu costat oriental, pel canal Princess Royal que separa l'illa del continent. L'illa està deshabitada, però en el passat hi hagué alguns assentament i indústries de mineria, conservera, pesquera i de la fusta.
Va ser batejada el 1788 pel capità Charles Duncan, en honor al seu vaixell Princess Royal.
A l'illa hi viuen óssos de Kermode, óssos negres, óssos grizzlis, cérvols, llops i guineus, i poblacions nidificants d'àguiles daurades, pigarg americà i el gavotí jaspiat americà, en perill d'extinció. La vida marina al voltant de l'illa inclou abundant salmó, elefants marins, orques i marsopes. L'avet de Sitka, un arbre que arriba als 30 metres d'altura i a viure 1.500 anys també hi viu.